# Thomas Grimmonprez
Thomas Grimmonprez (* 22. Dezember 1973) ist ein französischer Musiker (Schlagzeug, Komposition) des Modern Jazz.
Grimmonprez war ab den 1990er-Jahren in der französischen Jazzszene aktiv; erste Aufnahmen entstanden 1997 mit Riccardo Del Fra (Pour Rire!). In den folgenden Jahren spielte er u. a. im Patrice Caratini Jazz Ensemble, im Claudia Solal Quartet, Les Arpenteurs, im Stéphane Kerecki Trio und arbeitete außerdem mit einem eigenen Trio/Quartett. Im Bereich des Jazz war er laut Tom Lord zwischen 1997 und 2019 an 21 Aufnahmesessions beteiligt, u. a. mit Gueorgui Kornazov, Martial Solal, Denis Colin, Nicolas Folmer und Phil Abraham. Unter eigenem Namen legte er mehrere Alben vor, für die er auch Kompositionen schrieb, Bleu (2009, mit Jérémie Ternoy, Fender Rhodes und Christophe Hache, Bass), Kaleidoscope (2016) und Big Wheel (2019, u. a. mit Mátyás Szandai).